# Águas Lindas de Goiás
Águas Lindas de Goiás là một đô thị ở bang Goiás. Dân số đô thị này năm 2004 ước khoảng 149.598 người.